# Illapu
Illapu é uma banda chilena de música folclórica andina, fundada em 1970, em Antofagasta.
O nome Illapu vem do quéchua que significa "relâmpago" (ou de forma mais literal, "rayo em voz"). Nos primeiros discos o grupo se caracterizava pelo resgate de instrumentos, melodias e líricas relacionadas com a cultura andina. No início eram um sexteto de música andina, mas com passar dos anos foram incorporando outros estilos musicais e instrumentos modernos como o baixo elétrico e a bateria.
A lírica de Illapu se centra tanto no autóctone e no folclórico, como no social e no político. Cada álbum tem como tema contexto do momento na perspectiva popular, ressaltando os problemas sociais, propondo soluções e as vezes sendo premonitório. Musicalmente, exploram distintos estilos, baseando-se na música andina e no folclore latino americano, mesclando-os com jazz, rock, reggae, dentre outros estilos estrangeiros e modernos. Se caracterizam por múltiplas vozes, cada um de seus integrantes tendo um registro vocal característico. 

## História
O conjunto se formou em 1970, em Antofagasta. Reunia: 4 irmãos de uma família (Márquez Bugueño) de 11, e um o primo: Osvaldo Torres. Inicialmente se dedicavam à música andina. Posteriormente se juntaram ao movimento que ficou conhecido como: Nueva Canción Chilena. Suas primeiras apresentações ocorreram em festivais realizados em Antofagasta e Calama.
Em 1972, viajaram para Santiago para gravar seu primeiro disco. Nessa fase, outros músicos se juntaram ao conjunto: Raúl Mavrakis, Fernando Sepúlveda e Luís Alberto Pato Valdívia. Por outro lado, ocorreu o afastamento de Osvaldo Torres, que se tornaria um colaborador regular do conjunto. O primeiro disco lançado pelo conjunto foi: "Illapu, música andina", gravado pela Dicap em 1972, que eram composto, principalmente, de música instrumental, esse fato os ajudou a deixar a salvo da brutal repressão contra os músicos de esquerda, após o golpe militar de 1973.
Após o golpe militar, regressaram a Antofagasta, onde realizaram investigações sobre a música da região. Fizeram uma viagem à Argentina.
Em 1975, regressaram à Santiago, onde gravaram o disco: "Chungará", pela Gravadora Arena , de Camilo Fernández. Em 1976, gravaram o disco: "Despedida del pueblo", que incluiu a música: "Candombe para José", composta pelo argentino Roberto Ternán, que tinha se juntado ao conjunto durante sua estadia na Argentina. A partir de 1977, o grupo gravou uma série de discos inspirados em suas investigações do folclore andino, durante esse período se consolidou a liderança de Roberto Márquez, que seria o diretor geral do grupo. No mesmo ano, foi gravado o disco: "Raza brava", e no ano seguinte (1978) foram gravados os discos: "Canto vivo" (1978) e "El grito de la raza".
A partir de 1980, começaram a realizar viagens à Europa, onde participaram de atividades de apoio ao retorno da democracia no Chile, razão pela qual ficaram impedidos de retornar ao seu país natal e passaram a residir em Paris (França). Continuaram a residir em Paris até 1986, onde puderam divulgar músicas com temáticas sociais. Nessa fase lançaram os discos: "De libertad y amor", em 1984; e "Para seguir viviendo", em 1986, que incluiu uma canção em homenagem a Rodrigo Rojas Denegri, um fotógrafo queimado por una patrulha militar no Chile em julho de 1986.
Nessa época, chegaram a se apresentar no Carnegie Hall, em Nova Iorque; e no Teatro Olympia, em Paris.
Poemas de Pablo Neruda e Roque Dalton, além de letras de Osvaldo Torres e José Miguel Márquez marcaram essa nova etapa da carreira do conjunto.
Em 1986, se mudaram para a Cidade do México, onde tiveram uma crise interna que quase levou à dissolução do conjunto. Após a crise o conjunto estava reduzido a Eric Maluenda e aos irmãos Andrés e Roberto Márquez. Durante sua estadia no México, o grupo lançou apenas um disco instrumental.
Em 1988, retornaram ao Chile, com dois novos integrantes: Raúl Acevedo e Carlos Elgueta. A apresentação de boas-vindas ocorreu no parque La Bandera e reuniu cerca de 60 mil pessoas e deu origem a um disco da gravação ao vivo do evento. O grupo participou ativamente da campanha política contra a continuidade de Augusto Pinochet na presidência do Chile (Campanha do "NO").
Em 1991, lançaram o disco "Vuelvo amor... vuelvo vida", gravado em estúdio, que incluía uma canção em homenagem a Nelson Mandela: "Mande, Mandela", uma sobre os desaparecidos da ditadura chilena: "Tres versos para una historia").
Nessa fase deixaram de utilizar trajes andinos e passaram a utilizar instrumentos modernos como o baixo elétrico e o saxofone.
Em 1993, lançaram o disco: "En estos días", que chegou a ser o disco mais vendido na história do Chile, que somente teve a vendagem superada em 2003. Nesse disco, merece destaque a música: "Lejos del amor".
Em 1995, lançaram o disco: "Multitudes", que incluiu canções sobre a AIDS: "Sincero positivo" e sobre a apatia da população com a política: "¿Qué nos está pasando?".
Em 1997, Andrés Márquez se afastou para ser candidato a deputado, o percussionista Eric Maluenda teve graves problemas cardíacos, e o letrista e produtor Pato Valdívia se afastou.
Em junho de 1998, lançaram o disco: "Morena esperanza", no qual as canções eram acompanhadas por teclados e bateria, mas também havia canções dedicadas a Pablo Neruda, a Salvador Allende e ao povo mapuche.
Depois fizeram gravações com participações de convidados como o argentino Víctor Heredia e o cubano Pablo Milanés.
Em 2002, lançaram o disco: "Illapu", que renovou seu compromisso com a realidade chilena, com canções como: "Ojos de niño", que trata do abandono dos filhos pelos pais.
Em 2003, mudaram-se para a Cidade do México, o que resultou no afastamento do percussionista Eric Maluenda, que oreferiu continuar no Chile e depois se juntou ao "Arak-Pacha".
No lugar de Eric, foi incorporado Vladimir Silva. Depois, saíram Luís Enrique Galdames e Cristián Márquez, que regressaram ao Chile para formar o grupo Zinatel. No lugar de Luís e Cristián, foram incorporados: Raúl Acevedo, que já havia participado do conjunto até 1992, e o brasiliro Sydney Silva, que já era o baterista do conjunto desde 2001.
Em 2005, morreram os ex-integrantes: Eric Maluenda e Patrício Valdívia. Naquele ano, voltaram a viver em Santiago, pouco depois do lançamento do DVD "Illapu 33", que tinha imagens de apresentações do conjunto ao longo dos anos e era acompanhado de um disco de gravações ao vivo de apresentações feitas em 2004 e 2005.
Em 2006, voltaram a se apresentar no Festival de Viña de Mar e lançaram o disco: "Vivir es mucho más", que teria sido inspirado nos protestos de estudantes secundaristas que ocorreram naquele ano no Chile. A gravação desse novo disco contou com a participação de antigos integrantes como: José Miguel, Andrés Márquez e Osvaldo Torres.
No ano de 2008, lançaram o DVD: "Illapu Vivo", que reuniu as principais canções do grupo da última década.
Fizeram apresentações conjuntas com o Inti-Illimani e com a facção do Quilapayún dirigida por Rodolfo Parada, que se apresenta uma vez por ano no Chile desde 2009.
Nos anos de 2011 e 2012, fizeram apresentações conjuntas com o "Sol y Lluvia", "Schwenke & Nilo", "Santiago del Nuevo Extremo" e Inti-Illimani. Com esse último conjunto, a apresentação se chamava: "Cancionero Chileno", e apoiava os movimentos estudantis e civis que ocorreram no Chile, a partir de 2011.
Em 2014, lançaram o disco: "Con sentido y razón", que incluiu várias canções do cancioneiro latinoamericano, muitas das quais já faziam parte de seu repertório, como "Manifiesto", de Víctor Jara; e "Sobreviviendo", de Víctor Heredia. Em 2015, foi lançado um DVD com o mesmo título, produzido a partir de uma apresentação no Teatro Caupolicán.

## Integrantes
- Roberto Márquez: voz, violão, charango, tiple, cuatro, zampoña e direção: desde 1970;
- José Miguel Márquez: voz, violão, quena, quenacho, zampoña, sicura e percussão: entre 1970 e 1986; entre 1998 e 2004; entre 2007 e 2010; e desde 2015;
- Jaime Márquez: voz: entre 1970 e 1984;
- Osvaldo Torres: voz e violão: entre 1970 e 1975;
- Raúl Maurakis: voz: entre 1970 e 1972;
- Luis Alberto Pato Valdívia: voz e violão: entre 1971 e 1973;
- Eric Maluenda: voz, zampoña, sicura, trutruca e percussão: entre 1971 e 2003;
- Fernando Sepúlveda: voz: entre 1971 e 1972;
- Guillermo Jopia: voz: entre 1971 e 1972;
- Andrés Márquez: voz e violão: em 1975; e entre 1978 e 1997;
- Marcelo Valsecchi: voz e violão: entre 1975 e 1978;
- Juan Carlos Márquez: voz: entre 1980 e 1984;
- Carlos Elgueta: voz, baixo e percussão: a partir de 1986;
- Raúl Acevedo: voz: entre 1986 e 1992; e entre 2003 e 2007;
- Juan Flores: voz: entre 1990 e 1994;
- Luis Enrique Galdames: saxofone, flauta transversal, quena e zampoña: entre 1991 e 2005; e a partir de 2007;
- Antonio Morales: voz e quena: entre 1993 e 1994;
- Cristián Márquez: voz e violão: entre 1997 e 2005; e a partir de 2007;
- Sydney Silva: bateria e percussão: entre 2003 e 2015;
- Vladimir Silva: a partir de 2003;
- Juan Carlos Cancino: a partir de 2003;
- Claudio Largo: a partir de 2004;
- Alfredo Ulloa: a partir de 2006;
- José Luis Contreras: entre 2006 e 2007[1].

## Discografia

### Oficial

#### Álbuns de estudio
- Música Andina - 1972
- Chungará - 1975
- Despedida del pueblo - 1976
- Raza Brava - 1977
- Canto vivo - 1978
- El Grito de la raza  - 1979 - (primera versión inédita)
- El canto de Illapu - 1981
- Y es nuestra - 1982
- De Libertad y Amor - 1984
- Para seguir viviendo  - 1988
- Vuelvo amor... Vuelvo vida  - 1991
- En estos días  - 1993
- Multitudes  - 1995
- Morena Esperanza  - 1998
- Illapu - 2002
- Vivir es mucho más - 2006

#### Discos ao vivo
- Theatre de la Ville - 1980
- Parque La Bandera - 1989
- Momentos vividos  - 2000
- Illapu 33 - 2005

#### Compilatorios e re-edições
- Divagaciones  - 1988 -
- De sueños y esperanzas - 1994
- Antología 1971-1982 - 2001
- El grito de la raza - 2001

#### DVD
- Illapu 33 - 2005

### Não oficial

#### Discos en vivo
- Vida en Australia - 1987

#### Compilatorios e re-edições
- Atacameños - 1986
- Lo mejor de Illapu - 1990
- 24 Mejores de Illapu - 1994
- Sereno - 1997
- Sus Más Grandes Éxitos - 2002
- Memoria del cantar popular - 2003

#### Videos
- Una mirada... sus éxitos - 2000

#### DVD
- Sus más grandes éxitos - 2003
- Illapu 33 años - 2005

### Participações
- Trilogía: El Reencuentro (Los Jaivas) - 1997
- Pablo Querido (Pablo Milanés) - 2002
- Greatest Songs Ever: Chile  - 2006